# Архангел (Ивановская область)
Архангел — село в Комсомольском районе Ивановской области России, входит в состав Октябрьского сельского поселения.

## География
Село расположено в 4 км на юг от центра поселения посёлка Октябрьский и в 10 км на северо-запад от райцентра города Комсомольск. 

## История
В 1754 году на средства помещика Тита Ивановича Лопухина была построена каменная церковь с колокольней. Первоначально в церкви был один престол в честь Архистратига Божьего Михаила, но в 1850-х годах церковь была расширена и в ней устроены два теплые придела: в 1853 году — в честь Рождества Пресвятой Богородицы и в 1857 году — во имя Святителя и Чудотворца Николая. В 1888 году церковь и колокольня были обнесены деревянной оградой. В 1893 году приход состоял из села (33 двора) и деревень Шуйского уезда: Остров, Данилово, Елизаветка, Юрцыно, Молочково, Чулково, Кстово, Дехтярка, Коптево, Лесниково. Всех дворов в приходе 189, мужчин — 530, женщин — 588. 
В конце XIX — начале XX века село входило в состав Румянцевской волости Суздальского уезда Владимирской губернии.
С 1929 года село входило в состав Даниловского сельсовета Писцовского района, с 1932 года — в составе Комсомольского района, с 1954 года — в составе Миловского сельсовета, с 1974 года — в составе Комсомольского сельсовета, с 1979 года — в составе Даниловского сельсовета, с 2005 года — в составе Октябрьского сельского поселения.

## Население
| 1859 | 1905 | 2010 |
| ---- | ---- | ---- |
| 177  | ↗252 | ↘11  |

## Достопримечательности
В селе находится действующая Церковь Михаила Архангела (1754)